# Tommy Fischer (Sänger)
Tommy Fischer (* 9. Juli 1965) ist ein deutscher Schlagersänger.

## Musikalischer Werdegang
Tommy Fischer war schon als Kind von Musik begeistert. Er spielte in einem Musikcorps Schlagzeug und mit zwölf Jahren auf dem Festwagen beim Karnevalsumzug. Aufgrund seiner guten Stimmlage auch im hohen Resonanzbereich verlegte er sich auf den Gesang und brachte später eine gelungene Cover-Version von Sugar Baby Love der Rubettes heraus. Fischer ist Fan der 1950er und 1960er Jahre. Elvis Presley, Marilyn Monroe und James Dean zählen zu seinen Idolen. Erfolgreich wurde der Sänger mit Discofox und Schlagern. Entdeckt wurde der Künstler, den ein großes Stimmvolumen wie eine einprägsame Kopfstimme auszeichnet, vom Musikproduzenten Heinz Gietz, der bereits Stars wie Caterina Valente oder Peter Alexander förderte.
Nach seiner Version von Eine neue Liebe ist wie ein neues Leben (Interpret: Jürgen Marcus) folgten in den 1990er Jahren die ersten Fernsehauftritte. Den Durchbruch hatte er mit Weil ich dich liebe.
Bisher hat Tommy Fischer sieben Alben (Alles perfekt; Gib niemals auf; Purer Wahnsinn; Irgendwann; 1000 Lichter; Young and Beautiful und Silent Night) veröffentlicht. Stücke wie Blauer Planet, So wie Astronauten oder Traumfrau wurden in vielen Tanzlokalen zu beliebten Hits. 2014 wurden seine tanzbaren Versionen v on Je t’aime mon amour und Ein Wort zuviel große Erfolge. Letzterer Song hielt sich vierzehn Tage lang in den Top Five der Download-Charts. Tommy Fischer gibt zahlreiche Live-Auftritte in Tanzlokalen, Diskotheken, Stadt- und Schützenfesten.
Er ist häufig Gast in zahlreichen TV-Sendungen wie ZDF-Fernsehgarten, ZDF-Hitparade, RTL Television und Sat.1-Frühstücksfernsehen, sowie in der Aktuellen Schaubude des NDR. Im Februar 2015 erschien sein nächster „Dancefloor-Füller“ Wie ein Satellit. Tommy Fischers Fans schätzen neben den tanzbaren Hits auch die ehrlichen Texte und die aus dem Leben gegriffenen Geschichten, die seine Songs ausmachen.

## Auszeichnungen und Preise
- 1988 erfolgreichsten Rundfunkinterpreten des Jahres mit „Das Happy End hat schon begonnen“
- 1989 erfolgreichsten Rundfunkinterpreten des Jahres mit „Ich tu‘ alles für Dich“
- 1995 Deutsche Schlagertrophäe für „Die 5. Dimension“
- 1998 Goldenes Fähnlein
- 2010 DJ Hitparade Award 50 Wochen in den „Top 50“ mit der Single „Ich bin dein Kapitän“[2]

## Diskographie

### Alben
- Volles Risiko, 2021
- Willkommen auf der Titanic, 2017
- Durch alle Zeit, 2016
- 1000 Lichter, 2013
- Young and Beautiful, 2013
- Silent Night, 2013
- Irgendwann, 2011
- Alles so Perfekt, 2007
- Gib niemals auf, 2003
- Purer Wahnsinn, 2000

### Singles
- Du machst mich kopflos, 2019
- Mitten in der Nacht, 2016
- So wie ein Satellit, 2015
- Ein Wort zuviel, 2014
- Jet’aime mon Amour, 2014
- Traumfrau, 2013
- Du bist mein Sonnenschein, 2013
- Blauer Planet, 2013
- Es steht in deinen Augen, 2013
- So wie Astronauten, 2012
- 1000 Lichter, 2011
- Irgendwann, 2011
- Ich vermisse Dich, 2011
- Hab keine Angst, 2010
- Du bist meine Königin, 2010
- Ich bin dein Kapitän, 2010
- Bis ans Ende der Welt, 2009
- Tonight, 2007
- Sommer, Sonne und ein Rendezvous, 2005
- Ich hab das schon mal erlebt, 2004
- Hit MIX, 2001
- Eine neue Liebe, 1998